# Claes Andersson (Västgöte)
Claes Andersson (Västgöte), död 1563 i Stockholm, var en svensk ämbetsman.

## Biografi
Claes Andersson (Västgöte) var kammarjunkare hos hertig Johan. Han avrättades 1563 i Stockholm för delaktighet i hertig Johans upprorsförsök mot kung Erik XIV.

### Familj
Claes Andersson gifte sig med hertig Johans tidigare frilla Karin Hansdotter, dotter till Hans Klasson och Ingeborg Åkesdotter (Thott). Efter Claes Anderssons död gifte Karin Hansdotter om sig med befallningsmannen Lars Henriksson Hordeel på Åbo slott.
Claes Andersson och Karin Hansdotter fick tillsammans dottern Beata Claesdotter (1563–1620), som var gift med ståthållaren Karl Gustavsson (Stenbock) på Kalmar slott.